# Villefranche-de-Rouergue
Villefranche-de-Rouergue (okzitanisch Vilafranca de Roergue) ist eine französische Gemeinde mit 11.502 Einwohnern (Stand 1. Januar 2022) im Département Aveyron in der Region Okzitanien; sie ist Verwaltungssitz des Arrondissements Villefranche-de-Rouergue.
Die Gemeinde erhielt die Auszeichnung „Drei Blumen“, die vom Conseil national des villes et villages fleuris (CNVVF) im Rahmen des jährlichen Wettbewerbs der blumengeschmückten Städte und Dörfer verliehen wird.

## Lage und Klima

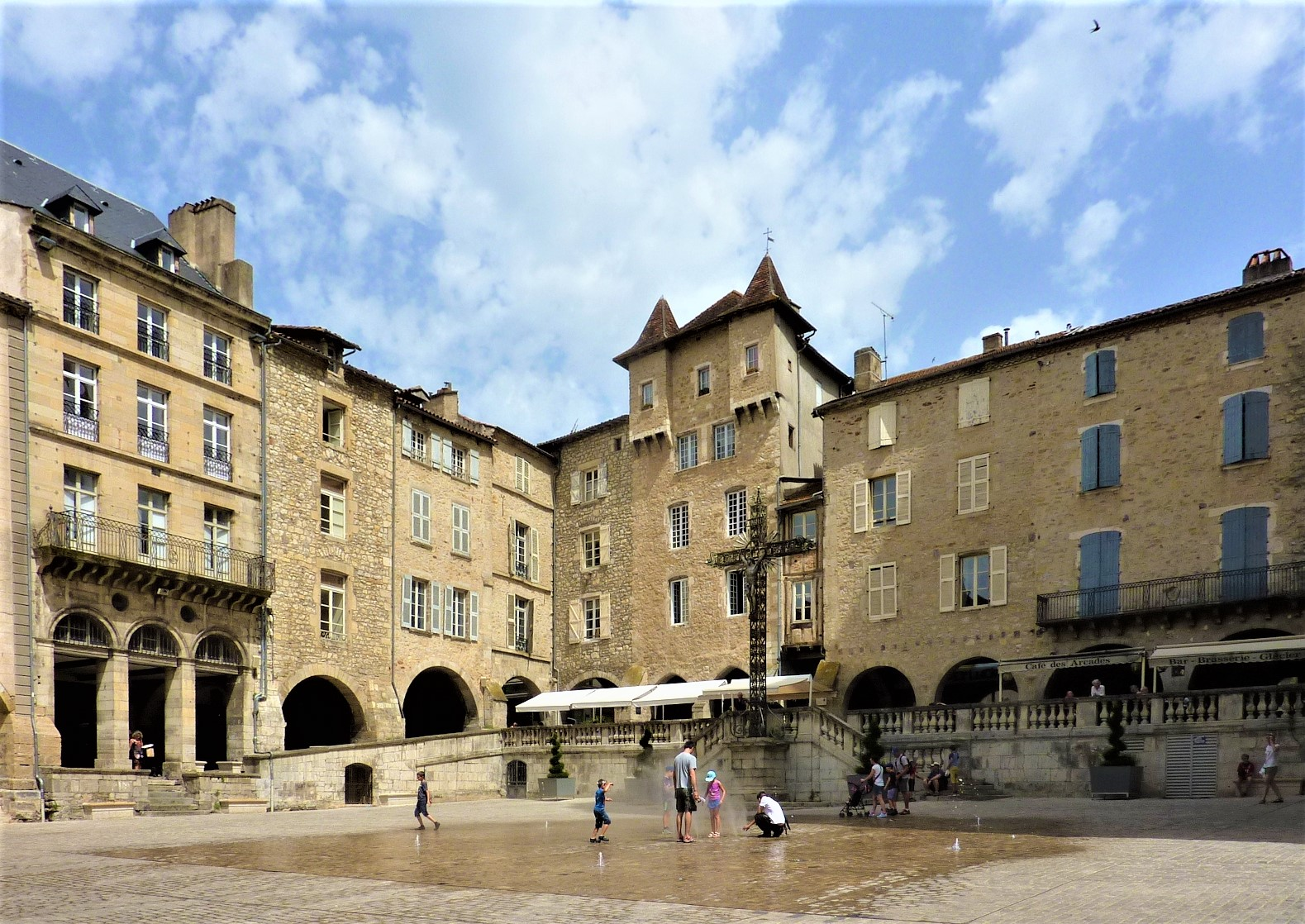
Place Notre-Dame

Villefranche-de-Rouergue liegt im Tal des Aveyron etwa 130 km (Fahrtstrecke) nordöstlich von Toulouse bzw. ca. 60 km westlich von Rodez. Die Stadt liegt an der Einmündung des Alzou in den Aveyron und auf der Verwerfung, die Causse (Weizenanbau) vom Ségala (Roggenanbau) trennt. In der Umgebung gibt es Kupfer-, Blei-, Zinn-, Eisen- und Silberminen sowie Phosphatabbau und Steinbrüche. Das Klima ist gemäßigt bis warm; Regen (ca. 600 mm/Jahr) fällt überwiegend im Winterhalbjahr.

## Bevölkerungsentwicklung
| Jahr                       | 1800  | 1851  | 1901  | 1954  | 1999   | 2021   |
| Einwohner                  | 9.331 | 9.613 | 9.730 | 8.676 | 11.919 | 11.720 |
| Quellen: Cassini und INSEE |       |       |       |       |        |        |

Trotz der Reblauskrise im Weinbau, der fortschreitenden Mechanisierung der Landwirtschaft und des daraus resultierenden Höfesterbens ist die Einwohnerzahl der Stadt annähernd gleich geblieben.

## Geschichte

### Von der Gründung bis zum Zweiten Weltkrieg
Als die Kapetinger die Grafschaft Toulouse erbten, blieb Najac, das alte Verwaltungszentrum des Rouergue, im Besitz von Angehörigen der alten Dynastie. Alfons von Poitiers gründete daher im Jahr 1252 einige Kilometer entfernt die neue Stadt Villefranche-de-Rouergue, die er zu seinem Verwaltungssitz machte. Um den Erfolg der Gründung sicherzustellen, stattete er sie mit steuerlichen Vorteilen aus. Die Gründung Villefranches, die zugleich mit der Anlegung von vier weiteren Bastiden im Aveyron-Tal erfolgte, diente auch der Grenzsicherung zur vom Haus Plantagenet regierten Gascogne. Im Jahr 1256 wurde eine Gemeindeverfassung erlassen. Die Stadtverwaltung leiteten Konsuln. Seit 1269 residierte hier ein Bailli.
Ab dem Jahr 1347 wurde Villefranche mit Stadtmauern versehen. Bald danach fiel es in die Hände Eduards, des Schwarzen Prinzen und blieb nun ab 1360 ein Jahrzehnt lang unter englischer Kontrolle. Villefranche erhob sich jedoch als erste Stadt in Guyenne gegen die Engländer. Neue Privilegien wurden der Stadt 1370 durch den französischen König Karl V. verliehen, aber von König Ludwig XI. wieder aufgehoben. Im Jahr 1497 wütete in Villefranche ein Großbrand, zwei Jahre später brachen hier wegen der Steuerlastverteilung Unruhen aus.
Im Jahr 1588 vertrieben die Einwohner die Truppen der Heiligen Liga und ermordeten später einen von Heinrich IV. gesandten Statthalter. 1348–49, 1463, 1558 und 1628 wurde die Stadt von der Pest heimgesucht. 1643 kam es hier zu einem Bauernaufstand aufgrund der hohen Geldforderungen der Intendanten, doch wurde dieser Aufruhr grausam niedergeschlagen. 1779 wurde Villefranche die Hauptstadt der neuen Provinz Haute-Guyenne. Mit der Französischen Revolution und der Schaffung des Départements Aveyron musste  Villefranche diesen Status an Rodez abgeben, was einen wirtschaftlichen Niedergang nach sich zog.
Seit 1824 kreuzen sich die Route nationale 111 und Route nationale 122 im Ort.

### Aufstand während des Zweiten Weltkrieges

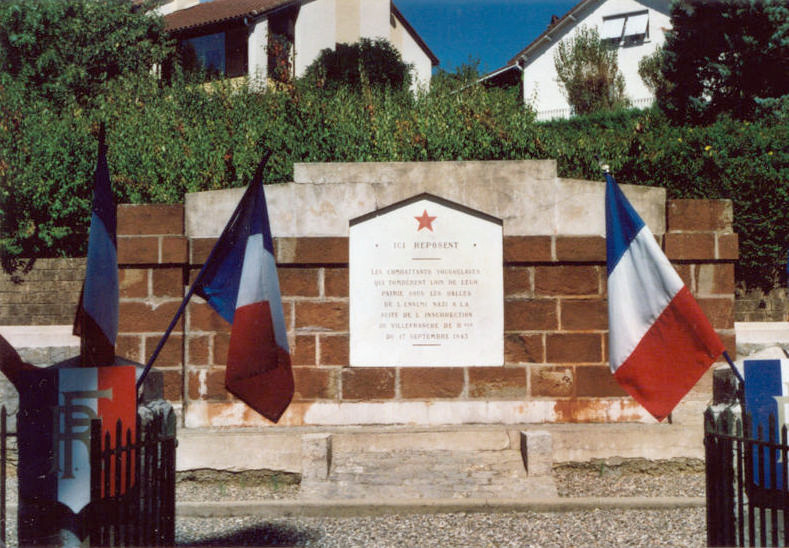
Denkmal für die Aufständischen auf dem Champs des martyrs croates.

Während der Ausbildung des SS-Gebirgs-Pionier-Bataillons 13 der 13. Waffen-Gebirgs-Division der SS „Handschar“ (kroatische Nr. 1), inszenierten am 17. September 1943 kommunistische agents provocateurs eine Meuterei, bei der mehrere SS-Offiziere getötet wurden. Die mehrheitlich aus Bosniaken und zu einem Viertel aus Kroaten bestehenden zwangsrekrutierten Mannschaften des 13. Pionierbataillons erhoben sich gegen die deutsche Kommandantur. Nachdem sie die deutschen Offiziere getötet hatten, übernahmen sie für einen Tag die Kontrolle über die Stadt. Der Imam des Bataillons Halim Malkoč und der Truppenarzt Willfried Schweiger überzeugten die Meuterer aufzugeben und entwaffneten sie. Hierfür erhielt Malkoč im Oktober 1943 vermutlich als erster Muslim während des Zweiten Weltkriegs, das Eiserne Kreuz. Aufständische wurden von zahlen- und ausrüstungsmäßig überlegenen benachbarten Garnisonen nach Straßenkämpfen überwältigt. Überlebende zum Tode verurteilt, hingerichtet und auf dem heute Champs des martyrs croates genannten Platz begraben. Die Anführer des Aufstands waren Ferid Džanić, Eduard Matutinović, Nikola Vukelić und Božo Jelinek. Džanić und Vukelić fielen, Jelinek und Matutinović gelang die Flucht in den Maquis; Jelinek wurde später in die Ehrenlegion aufgenommen.

## Sehenswürdigkeiten (Auswahl)

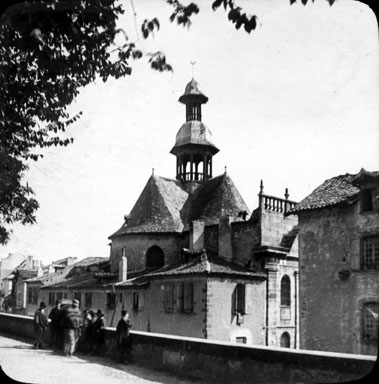
Kapelle der Pénitents Noirs

- Die Kirche Notre-Dame (14.–16. Jahrhundert) mit einem 58 m hohen Turm, ist seit 1892 als Monument historique klassifiziert.[4]
- Die Place Notre Dame mit ihren mittelalterlich wirkenden Arkadenhäusern, deren Ursprünge ins 13. Jahrhundert zurückreichen, ist teilweise als Monument historique klassifiziert.[5]
- Alte Bastide (13. Jahrhundert)
- Die Kapelle der Bruderschaft der Schwarzen Büßer (Confrérerie des Pénitents Noirs) aus dem 17. Jahrhundert ist seit 1920 als Monument historique klassifiziert.[6]
- Das Château de Graves (16. Jahrhundert) ist seit 1991 als Monument historique klassifiziert.[7]
- Das Musée Urbain-Chabrol ist ein Heimatmuseum in einem Stadtpalais des 18. Jahrhunderts mit einer archäologischen Sammlung aus der Umgebung.
- In der Mediathek der Stadt befindet sich der Nachlass des französischen „Jazz-Papstes“ Hugues Panassié.
- Das Champs des martyrs croates liegt am Nordrand der Stadt.

Umgebung
- Die vom wohlhabenden Kaufmann Vézian Valette um die Mitte des 15. Jahrhunderts gegründete ehemalige Kartause Saint-Sauveur ist seit 1840 als Monument historique klassifiziert. Sie besitzt einen der größten Kreuzgänge (cloîtrea) Frankreichs.[8]
- Das Zisterzienserkloster Loc-Dieu (12.–15. Jahrhundert), ca. 11 km westlich, ist seit 1989 als Monument historique klassifiziert.

## Städtepartnerschaft
- Sarzana, Ligurien, Italien
- Bihać, Una-Sana, Bosnien und Herzegowina

## Persönlichkeiten
- Marschall Belle-Isle (1684–1761)
- François Borie (1786–1822)
- Émilie de Rodat (1787–1852), Ordensgründerin
- Vincent Cibiel (1797–1871)
- Émile Maruéjouls (1837–1908), Jurist und Politiker
- Francis Carco (1886–1958), Schriftsteller und Kunstkritiker
- Henri Navarre (1898–1983), General
- Robert Fabre (1915–2006), Politiker